# Lisiewice Duże
Lisiewice Duże – wieś w Polsce położona w województwie łódzkim, w powiecie łowickim, w gminie Domaniewice.
W latach 1975–1998 miejscowość administracyjnie należała do województwa skierniewickiego.

## Zabudowa drewniana
W Lisiewicach Dużych zachowały się drewniane domy mieszkalne z pierwszej połowy XX w.. W Gminnym Programie Opieki Nad Zabytkami Gminy Domaniewice na lata 2022 - 2025 wyodrębnione zostały następujące obiekty w Lisiewicach Dużych:
- dom nr 22 (lata 1900-1910)
- dom nr 28 (lata 20. XX w.)
- dom nr 38 (1906 r.)
- dom nr 44  (1920 r.)
- dom nr 47 (lata 20. XX w.)
- dom nr 48 (lata 30. XX w.)

## Galeria

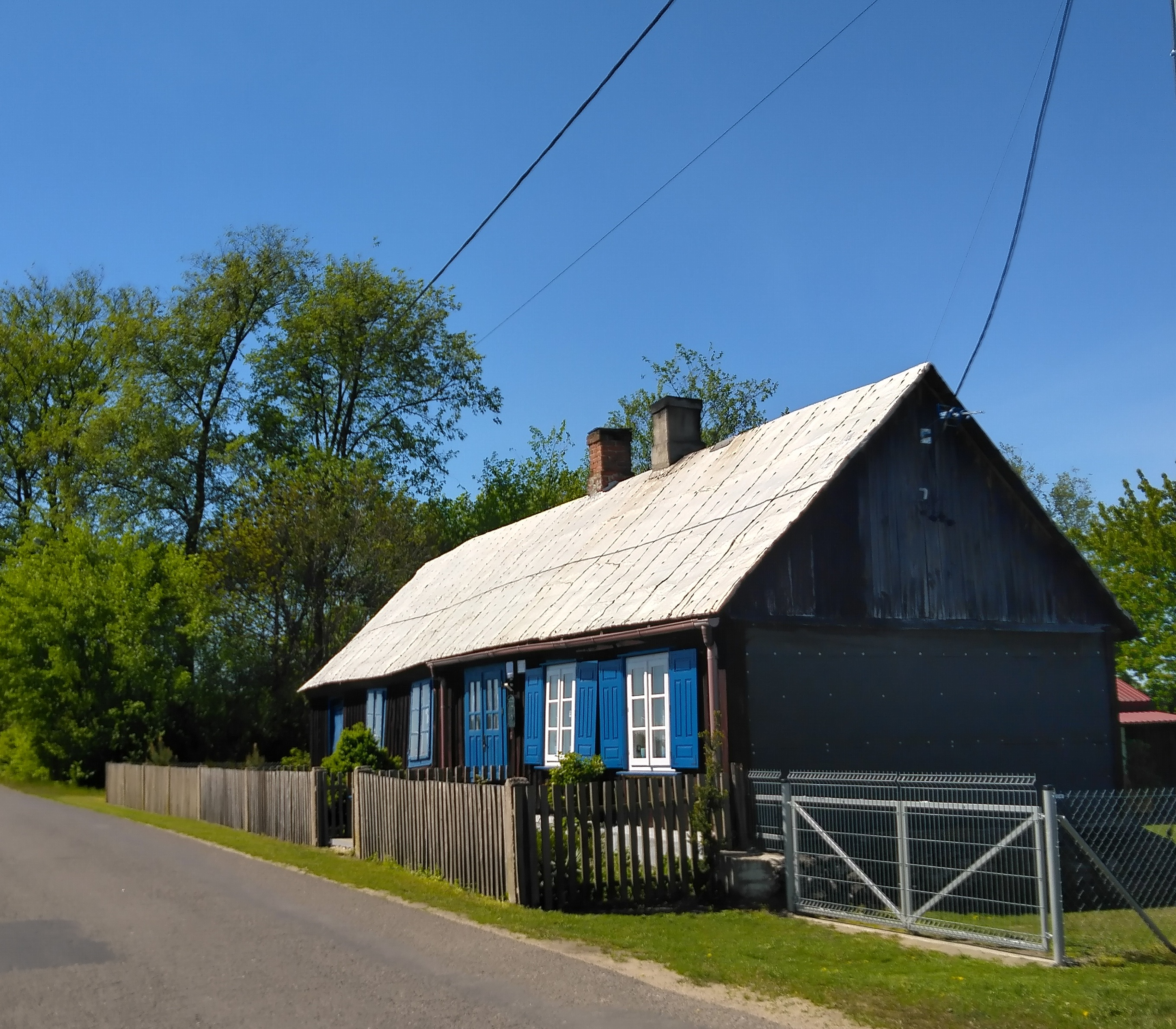
Dom nr 22
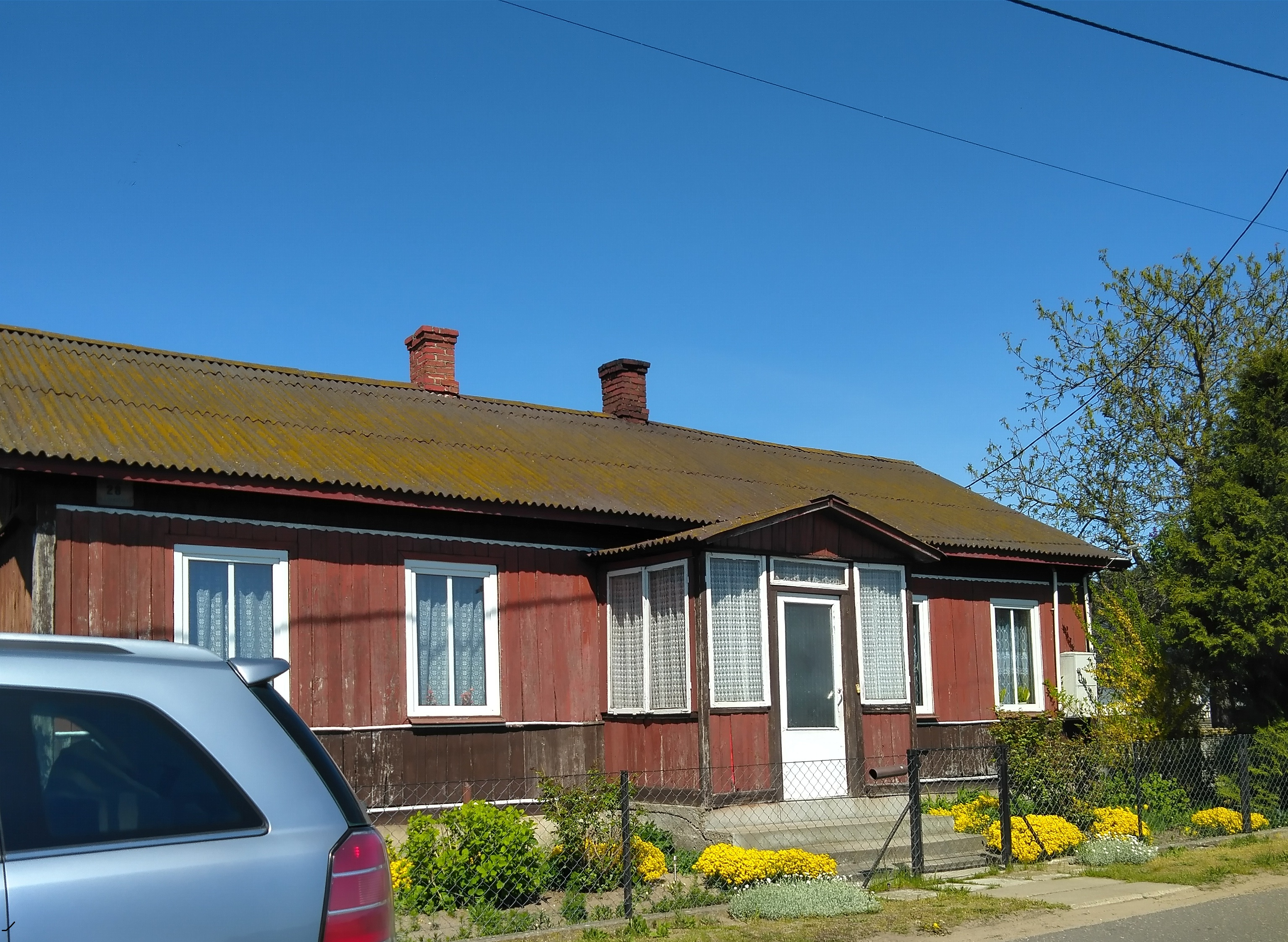
Dom nr 28
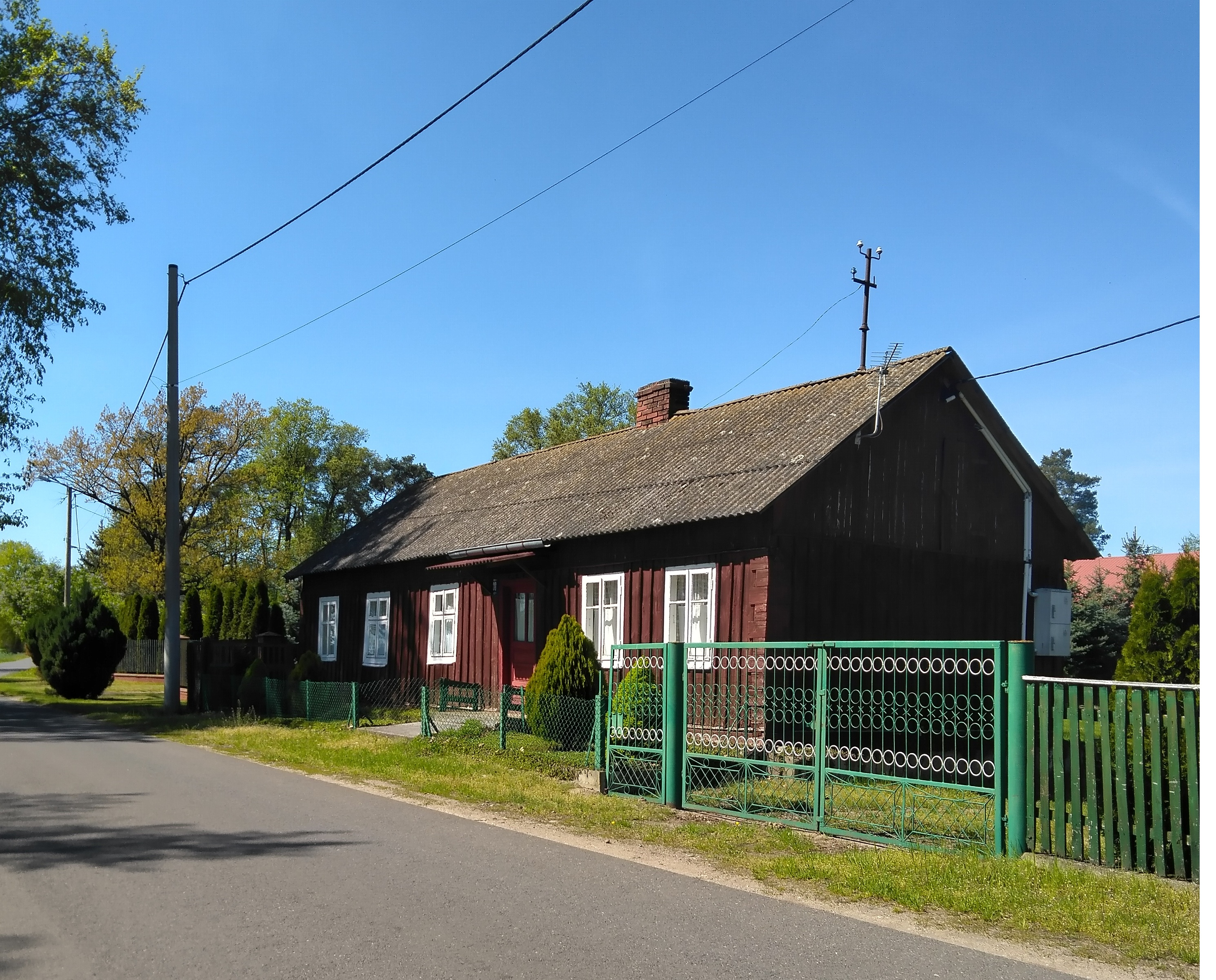
Dom nr 38
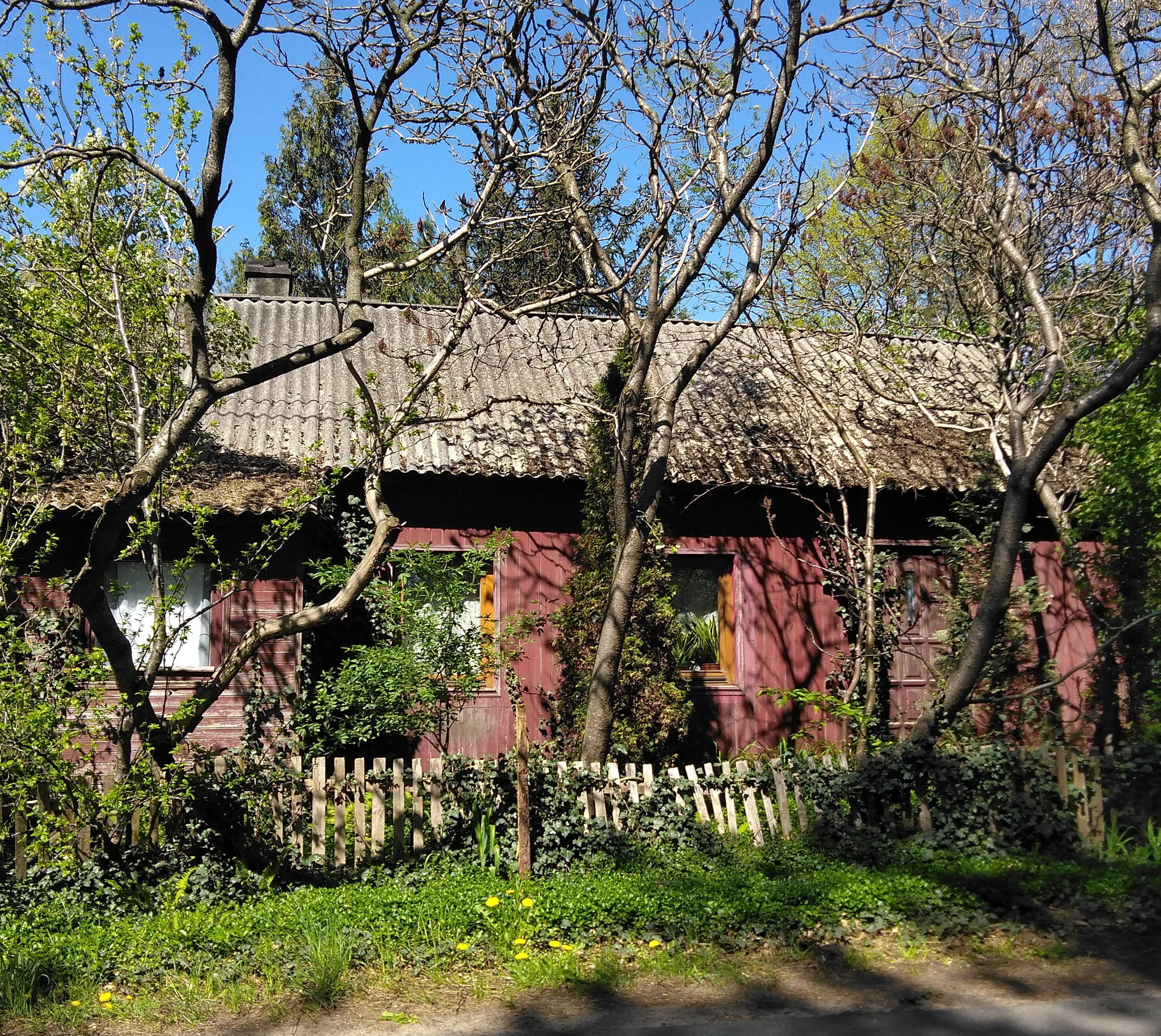
Dom nr 41
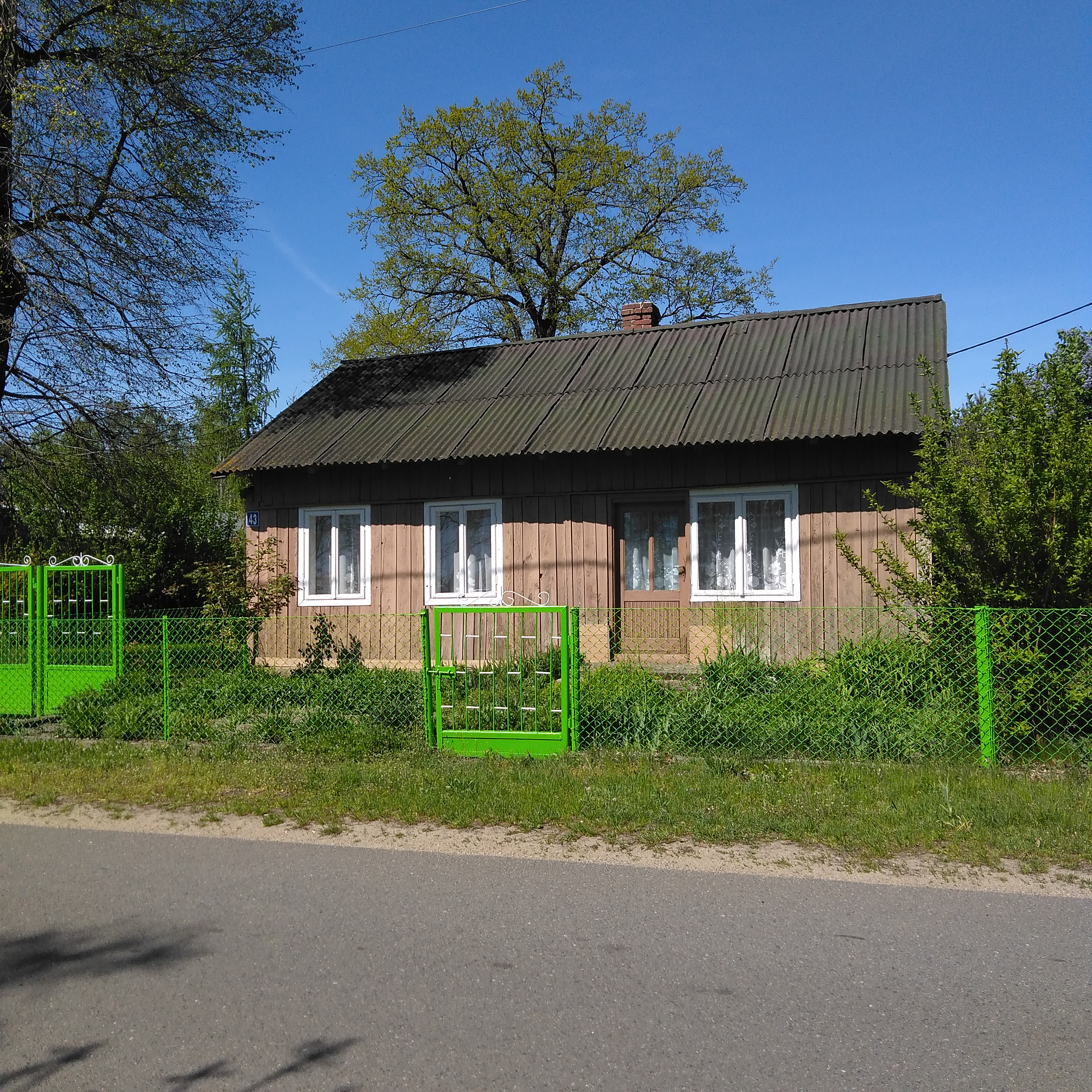
Dom nr 43
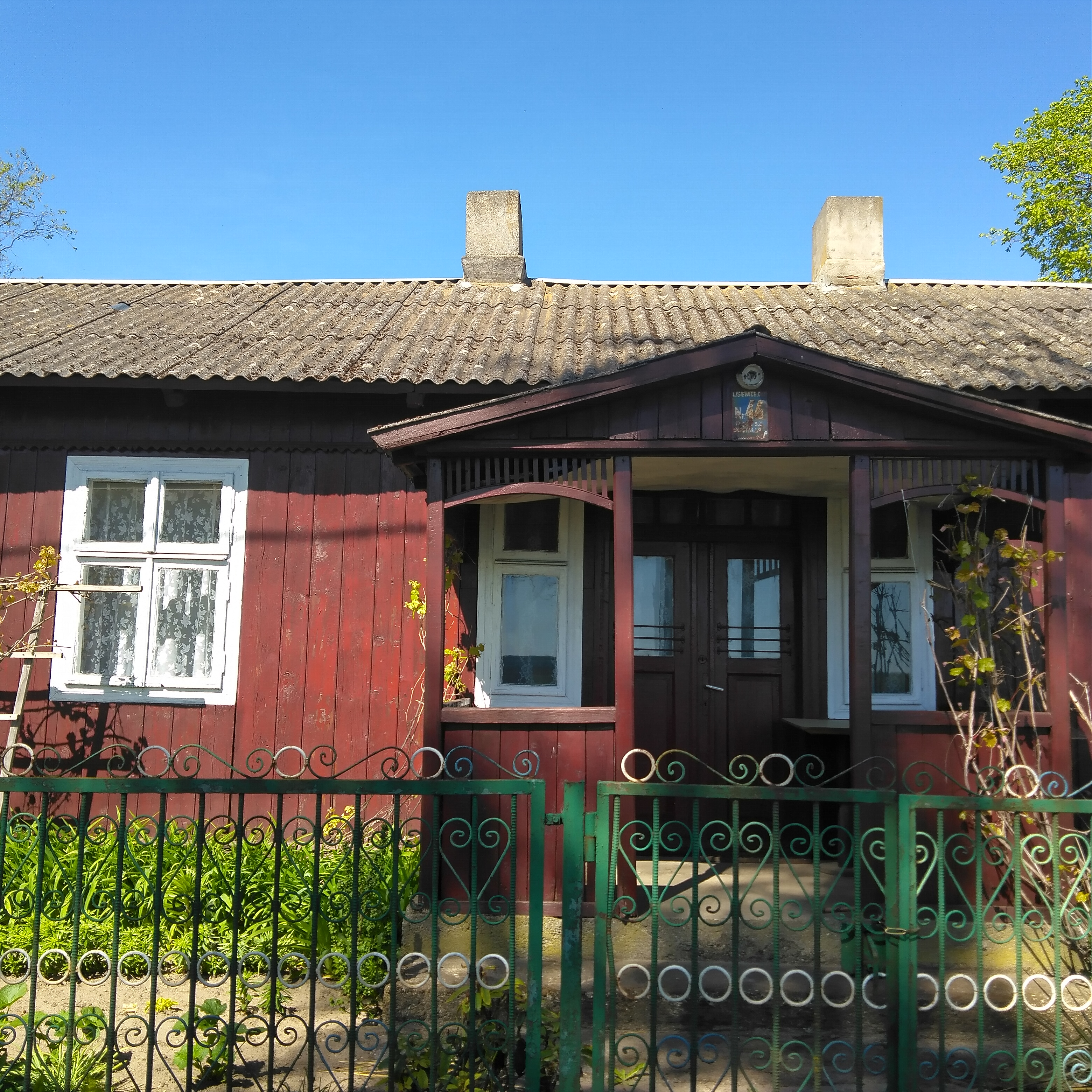
Dom nr 44
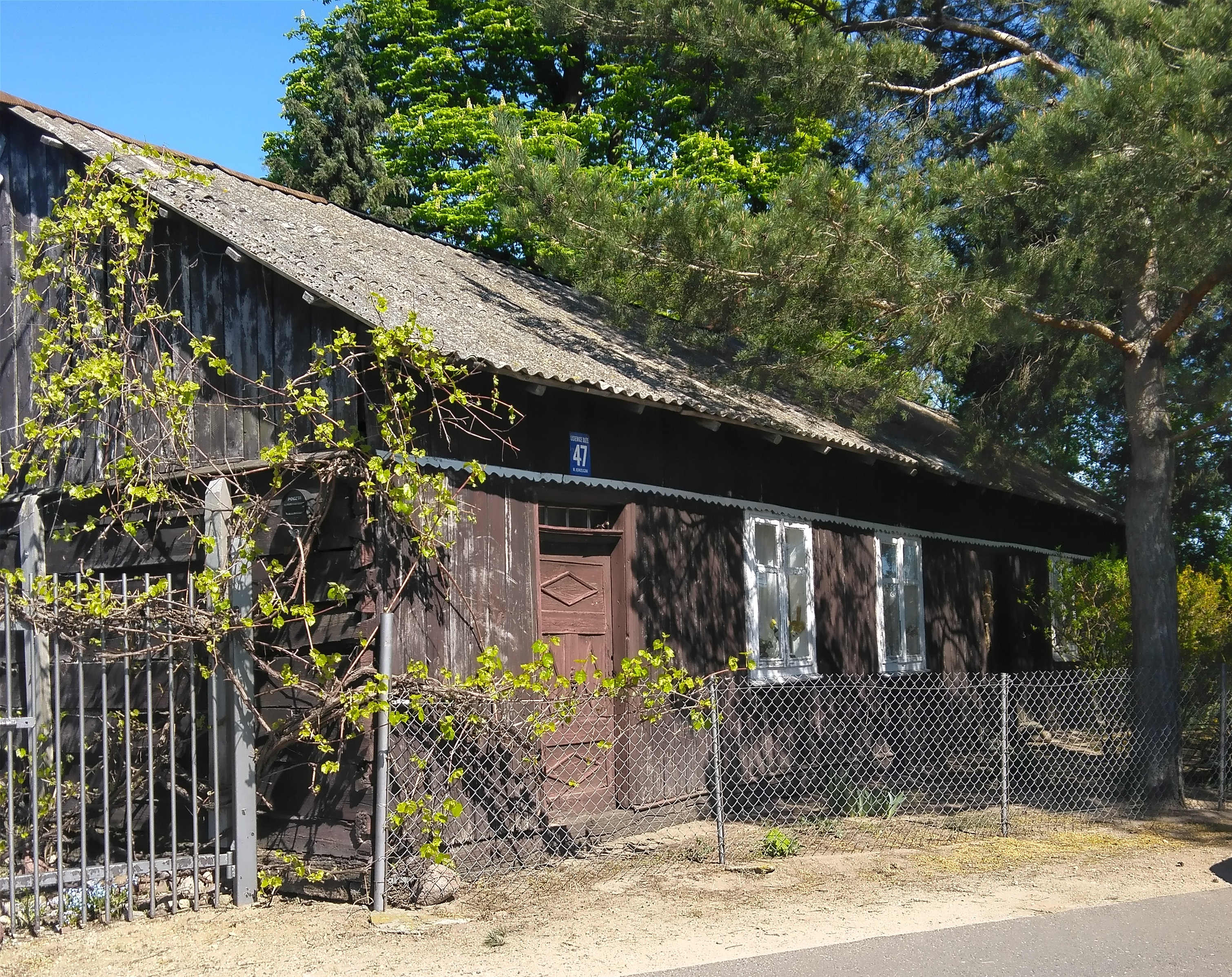
Dom nr 47
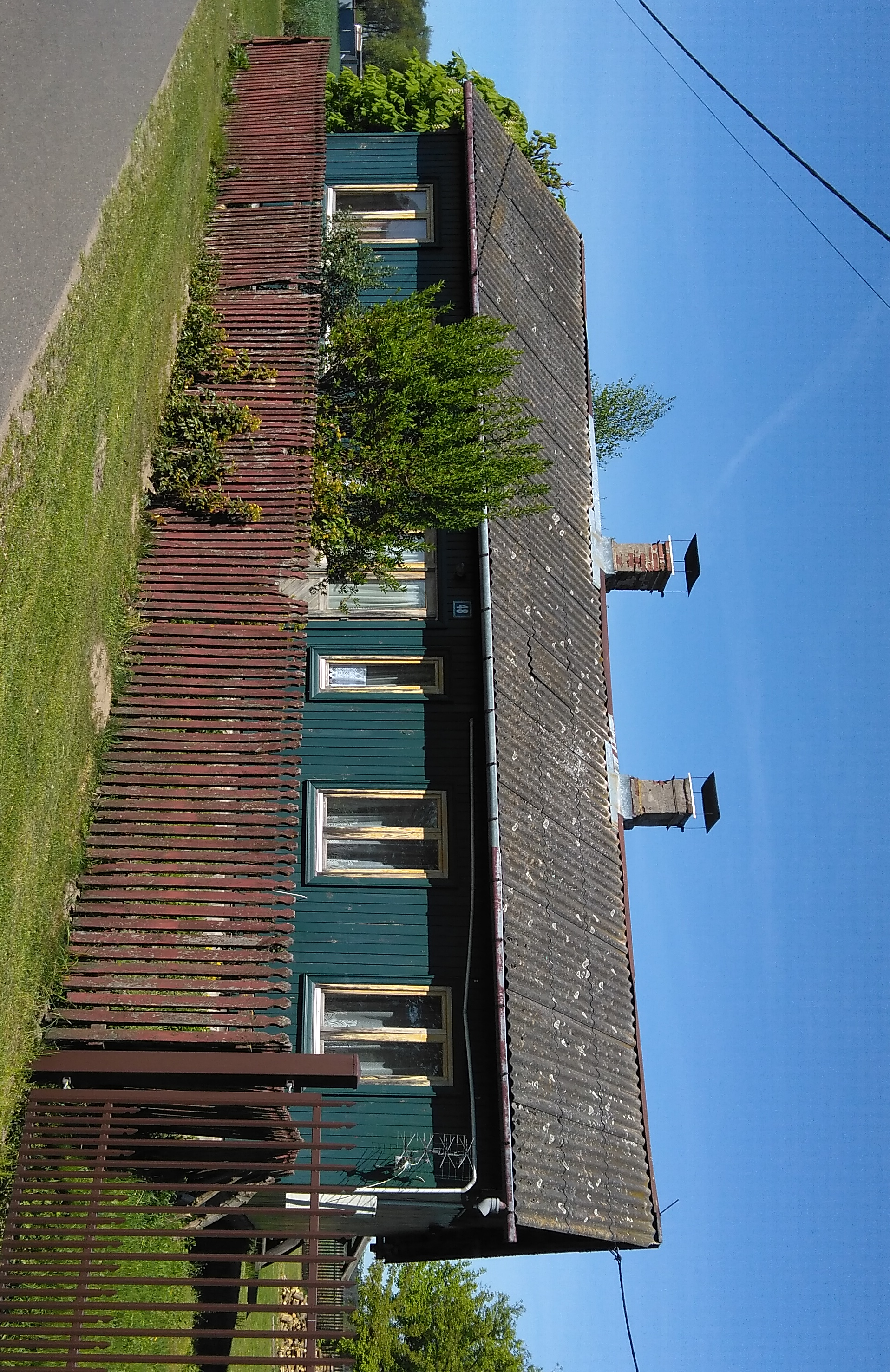
Dom nr 48